# Brompton Road

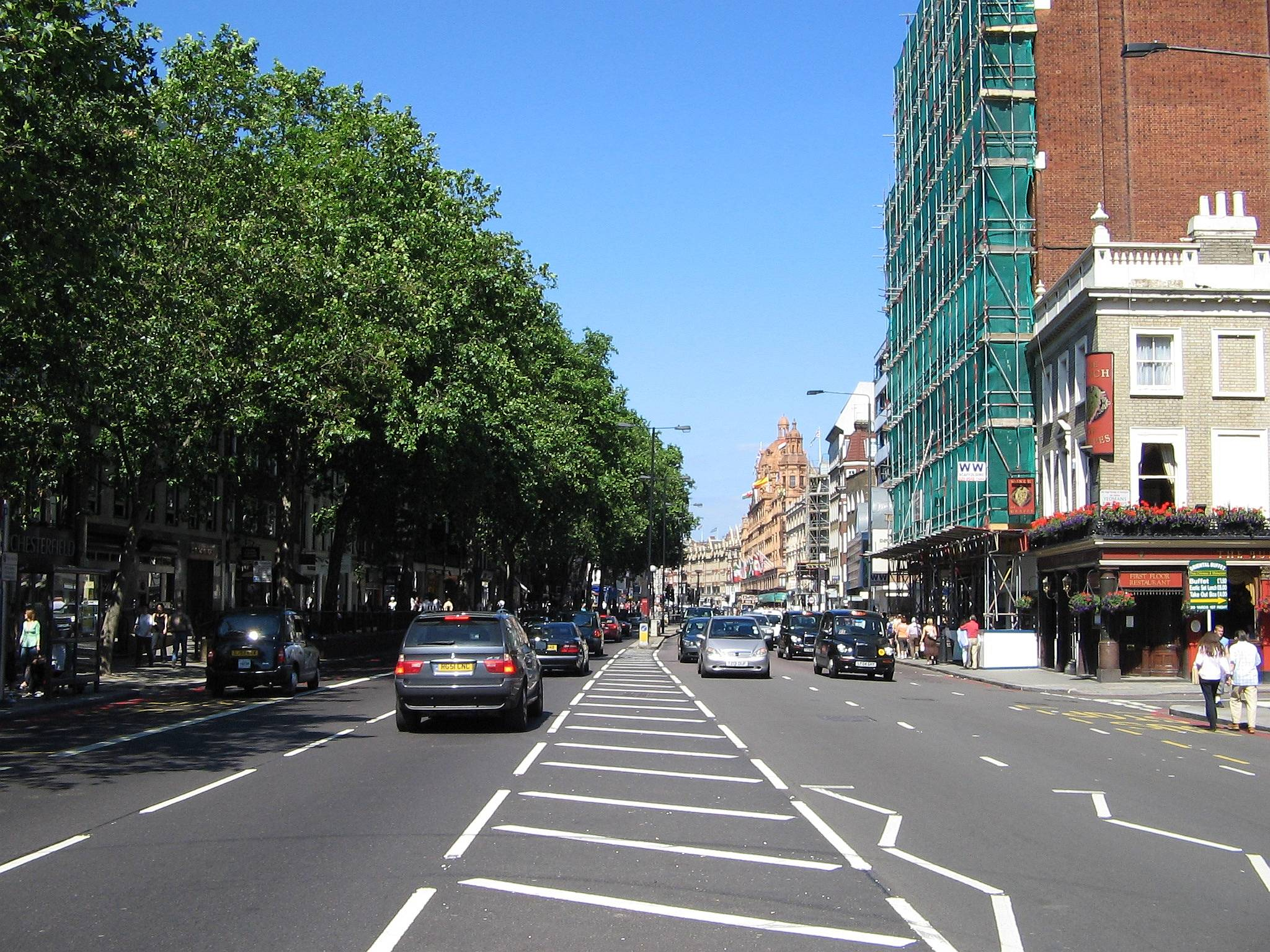
Brompton Road.

Brompton Road é uma rua localizada no sul de Knightsbridge e no leste de Brompton em Londres.
Brompton Road inicia da estação do Metro de Londres de Knightsbridge e atravessa uma nobre área residencial até Egerton Gardens e até à estação de metro de South Kensington. Termina no local que é popularmente conhecido por Brompton Cross, em Fulham Road, a casa de Chelsea Football Club.
Há muitos hotéis cinco estrelas, finos restaurantes e lojas ao longo da rua. A loja de departamentos mais famosa do mundo, Harrods, está localizada próxima do final em direção leste. 